# Julius Rotermund
Julius Rotermund (vollständiger Name Julius Wilhelm Ludwig Rotermund oder Julius Wilhelm Louis Rotermund; * 11. März 1826 in Hannover; † 14. Juni 1859 in Salzbrunn in Schlesien) war ein deutscher Holzschnitzer, Maler und Historienmaler.

## Leben
Rotermund erlernte die Malerei und das Zeichnen an der Dresdner Akademie bei Julius Hübner, C. Vogel, Julius Schnorrd und wurde von Eduard Bendemann als Atelierschüler angenommen. Er fertigte Porträtbilder, so unter anderem von dem 1856 von dem Oberlandesgerichtsrat Joseph Flügel. Er lebte bis zu seiner Erkrankung in Dresden, wo er 1859 damit beschäftigt war die Beweinung Christi anzufertigen. Es handelte sich um eine Auftragsarbeit eines Herrn von Bach auf Popperwahlen in Kurland. Es wurde sein letztes, unvollendetes Bild. Die Arbeit wurde signiert „Julius Rotermund inv. et pinx. E. Bendemann dir. et. fin. Dresden 1859“. Das Werk diente als Altarbild in der Kirche zu Erwalen in Kurland und wurde durch eine auf Leinwand gefertigte Kopie, die C. Schönherr ausgeführt hatte ersetzt, als das 1861 zum Preis von 925 Thalern taxierte Gemälde vom Dresdner Kunstverein erworben und an die Dresdner Gemäldegalerie verschenkt wurde. Rotermund wurde mit einer großen goldenen Medaille der Dresdner Akademie ausgezeichnet.

## Werke (Auswahl)
Zeichnungen

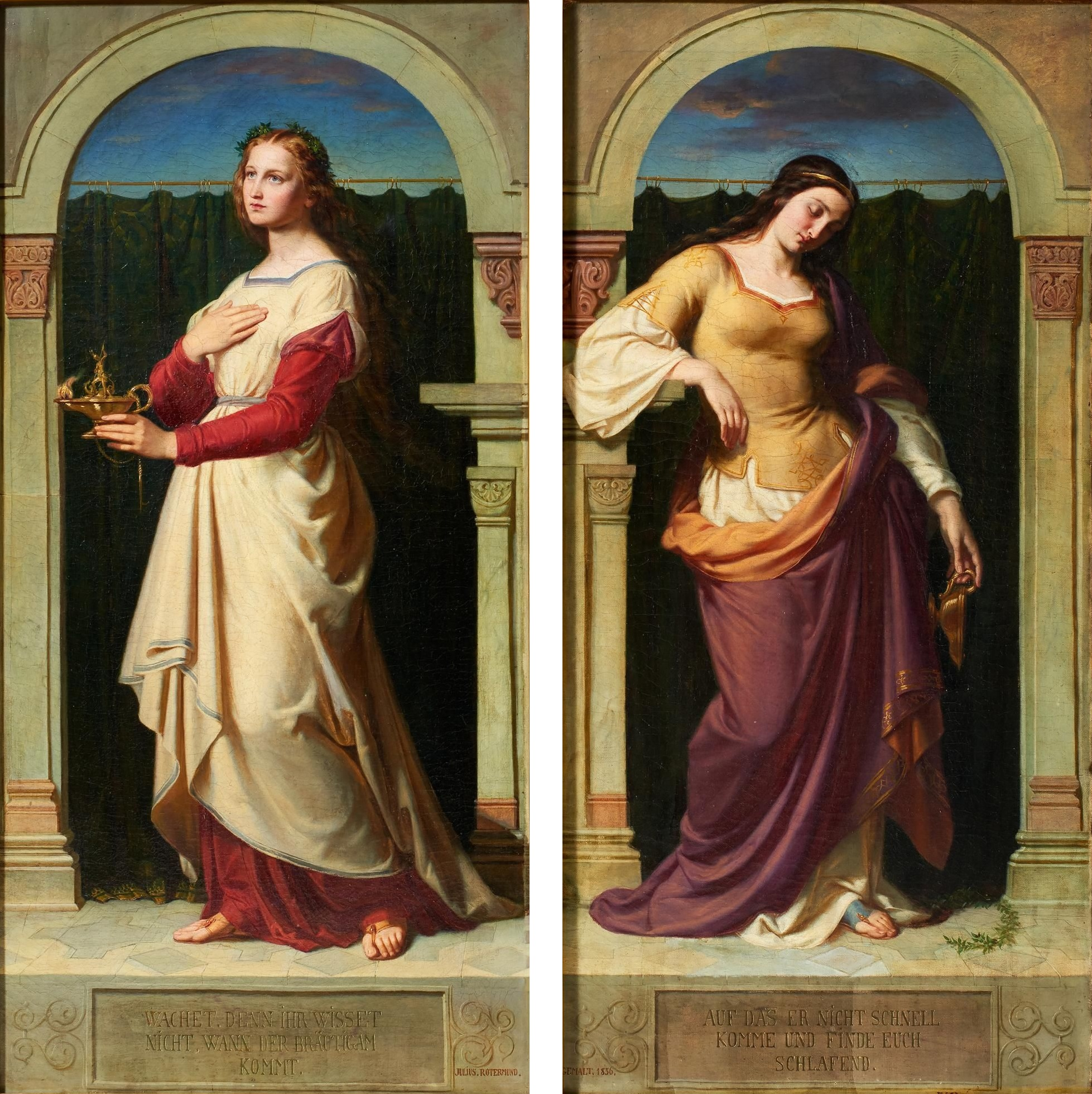
Kluge und törichte Jungfrau (1856);
Brigham Young University Museum of Art

- 1854: Barbarossas Zug zum Kyffhäuser (Bleistift, ehemals im Besitzt des sächsischen Königshauses, Villa Strehlen)
- Der Christ, der heilige Christ (mit einem Originalgedicht Rotermunds auf der Rückseite, in der Sammlung Sigismund, Dresden)

Aquarellskizze
- 1859: Der Teich Bethseda

Gemälde
- 1856: Das Gleichnis der klugen und törichten Jungfrauen.
- 1859: Der Leichnam Christi betrauert von den Seinigen oder Beweinung Christi (Papier auf Leinen, unvollendet, später fertiggestellt von seinem Lehrer Bendemann; Maße: 2,58 × 2,83 m)